# Unión de Bruselas

Unión de Bruselas 1577

Hubo dos  Uniones de Bruselas, ambas surgidas a finales de la década de 1570, a comienzos de la guerra de los Ochenta Años, la contienda de secesión de los Países Bajos del dominio español, que duró de 1568 a 1648. Bruselas era a la sazón la capital de las Diecisiete Provincias del Flandes español.

## Primera Unión de Bruselas
Los condados septentrionales de Holanda y Zelanda se rebelaron en 1572, año en el que los calvinistas se apoderaron de la mayoría de las ciudades. El ejército español trató de reconquistarlas, pero fracasó en el asedio de Leiden de 1574. En 1575 Felipe II tuvo que declarar la bancarrota. Como resultado, los soldados españoles no recibieron sus pagas y se amotinaron; saquearon los campos de Brabante y Flandes y la ciudad de Amberes, donde asesinaron a diez mil de sus cien mil habitantes en un intento de aniquilar a los protestantes de la urbe.
Este acontecimiento desacreditó enormemente al ejército español. Los Estados generales de los Países Bajos, en sesión en Bruselas, deseaban poner fin a la guerra en 1577. Pese a ello, algunas de las provincias más fervientemente católicas no deseaban invitar a las reuniones a los calvinistas de Holanda y Zelanda. Así, sin presencia de los delegados de estas, los Estados Generales fundaron la primera Unión de Bruselas. El rey Felipe II dio su beneplácito a la unión.

## Segunda Unión de Bruselas
El dirigente de la resistencia a la autoridad española, el príncipe Guillermo de Orange, acudió a Bruselas en 1577 para tratar de convencer a los Estados Generales de que aceptasen a los estados calvinistas de Holanda y Zelanda. La población de Bruselas lo recibió como a un héroe, y los Estados Generales accedieron a su pretensión. La agitación se extendió por los Países Bajos cuando se supo la resolución tomada en Bruselas. Los calvinistas se adueñaron de las ciudades de la provincia de Flandes y de otras, acción que rechazaron los estados de las provincias orientales. Las provincias francoparlantes del sur fundaron la Unión de Arras en 1579, acto que coincidió con la expulsión de la zona de los protestantes. El Estatúder de Groninga y Drente apoyaba al rey, así como la ciudad de Ámsterdam. Los calvinistas se habían apoderado de casi todos los Países Bajos y formaron la Unión de Utrecht, calvinista, ese mismo año. La Unión de Bruselas se desintegró. La mayoría de Brabante, incluida la ciudad de Bruselas, se mantuvo neutral. Los Estados generales de los Países Bajos, dominados por los calvinistas, huyeron del ejército español y se refugiaron en Amberes.